# Reggaeton The Movie
Reggaeton the Movie, es una película puertorriqueña, lanzada en el año 2013, escrita por Ángel M. Sanjurjo y dirigida por Carlos Martín y Fernando J. Sánchez, que trata principalmente sobre los inicios del mundo del Reguetón y la música urbana "underground". Cuenta la historia del joven Jei & Travi, ambos barberos de profesión, la bailarina Soriann y el productor musical Victor (Manny Montes), quienes se unirán para cumplir sus sueños, a pesar del malvado productor Omar (Kendo Kaponi).
La película cuenta con participaciones de Kendo Kaponi, Nio García, Natalia Rivera y Manny Montes como protagonistas, además de apariciones en diversas escenas dentro del desarrollo del film de algunos reconocidos cantantes y productores de reguetón como Yomo, Zion & Lennox, Polaco, DJ Nelson, Gringo, Julio Voltio, Don Chezina, RKM, Divino, MC Ceja, Eliel, Wiso G, César Farrait, entre otros.
El director del filme, Carlos “Bam Bam” Martin, detalló que parte de las ganancias que se obtengan con esta película irán destinadas al centro de estimulación de niños con problemas de déficit de atención y autismo de Puerto Rico.
En 2018, la empresa Somos Distribution, anunció que este largometraje y otras películas de habla hispana, formarían parte de su catálogo.

## Sinopsis
A finales de la década de los 90 dos cantantes, una bailarina y un novel productor musical se encuentran en una ardua batalla personal y profesional donde lo principal es ser el mejor, con el objetivo principal de cumplir sus sueños. Aunque sus conflictos internos los llevarán a lo más profundo del mundo urbano de la música y baile underground, hoy llamado reguetón, quienes unirán sus talentos para lograr sus metas. Inspirada en la historia de un género lleno de conflictos.
El productor musical Omar, lleva una doble vida, pues también es el cruel líder de varios puntos de drogas del área metro. En el intento de llevar estos dos negocios a la vez cae en un abismo sin salida. Pero será en un evento dentro de una discoteca donde sus esfuerzos podrían dar frutos.

## Reparto
| Personaje                | Actor                    |
| ------------------------ | ------------------------ |
| Soriann                  | Natalia Rivera           |
| Sien                     | Blas Sien Díaz           |
| Travi                    | Jhony Ou                 |
| Jei                      | Che Robótico             |
| Víctor                   | Manny Montes             |
| Omar                     | Kendo Kaponi             |
| Vanessa                  | Nanet Muñiz              |
| Áurea                    | Maryelle Santiago        |
| Shaila                   | Saritza Alvarado         |
| Coordinadora de talentos | Jackie Alyss             |
| Padre de Soriann         | Carlos Alberto López     |
| Zabio                    | Ricky J. Pérez           |
| Andro                    | Júnior R. Urrutia        |
| Pastor                   | Willy González (Redimi2) |

## Banda sonora
Con la participación especial de un grupo de 25 cantantes, productores musicales y celebridades de la vieja y nueva escuela del reguetón, la película cuenta con canciones urbanas de los pioneros del género, tanto los nuevos talentos, para dar la sensación de que la película está ambientada en los inicios del movimiento.
| 2013: Reggaeton The Movie Soundtrack |
| --- |
| 1. Intro RTM - Jayno / Mr. Byonik 2. Los Blues - Aguila El Pupilo / Nico Canada 3. Kendo Anda Ready - Kendo Kaponi 4. Dale Mami - Nicky Jam 5. Hiquisito - Berto "Trebol Clan" / Landro El Lavioso 6. Adem - Cosculluela 7. Bailando - Tony Lenta 8. Por La Noche Te Busco - Jhony Ou / Che Robótico 9. Los Kioscos Están Subiendo - Pacho Y Cirilo 10. Maleante De Cartón - Voltio El Chamaco 11. No Me Metan Cabra - Yomo 12. Perreo Perreo - Don Chezina 13. Estamos Cazando - Kendo Kaponi 14. Puestos Pa Guerrear - Pacho Y Cirilo 15. Machinon - Manuel 16. Tu Cuerpo Es Mio - Alberto Stylee / Nico Canada |

## Posible secuela
El 17 de febrero de 2014, Ángel M. Sanjurjo, guionista detrás de Reggaeton The Movie, anunció una segunda parte de la película con nuevos personajes, pero al parecer todo era un engaño, según el director Carlos “Bam Bam” Martín.
Según el señor Sanjurjo, la supuesta continuación tendrá más acción y nuevos artistas del género como lo son Ñengo Flow, Arcángel, Farruko y Tempo, relatando una primicia de como sería la historia del film. Martin lo tomó con buen humor, pero desmintió el rumor, también opinó y dijo que “soñar no cuesta nada pero engañar a la gente es otra cosa”.